# منشورات إليزاد
منشورات إليزاد  (بالفرنسية: Éditions Elyzad)‏ هي دار نشر تونسية أسست في 2005 ويقع مقرها ي تونس العاصمة. تنشر أعمال أدبية باللغة الفرنسية.

## الخط التحريري
طموح دار النشر هذه هو تقديم نصوص تعكس أدب المعيشة والحداثة تتناسب مع التنوع، من خلال سماع أصوات فردية وأصلية، توحدها لغة مشتركة لالتزامات محددة: نسج جسور تربط بين جنوب وشمال البحر الأبيض المتوسط وكامل المنطقة الناطقة بالفرنسية، ليصبح العالم في مرئي في تعدده.

الخط التحريري يتركز حول مؤلفين ذوي خبرة ومعروفين مثل ليلى صبار وطاهر البكري وصوفي بسيس وسيسيل أمهاني، ولكن أيضا التعرف على مواهب أدبية جديدة صاعدة مثل يامن مناعي وإلف الدين وعزة الفيلالي.

في 2011، تحصلت إليزاد على جائزة أليون ديوب التي أنشأتها المنظمة الدولية للفرنكوفونية.

في 2012، عملت دار النشر على تطوير نوع جديد من الأعمال وهو المقالات، وذلك بنشر طبعة جديدة من السيرة الذاتية للرئيس السابق الحبيب بورقيبة للكاتبتين صوفي بسيس وسهير بلحسن.

## الجوائز الأدبية
- وهيبة الخياري، Nos silences (ردمك 978-9-973-58018-4): جائزة سنغور 2010.
- عزة الفيلالي، L'Heure du cru (ردمك 978-9-973-58017-7): الكومار الذهبي الجائزة الخاصة بلجنة التحكيم 2010.
- يامن المناعي، La Marche de l'incertitude (ردمك 978-9-973-58029-0): الكومار الذهبي 2009 وجائزة كو دو كور كو دو سولاي 2010.
- كمال بن حمادة، La Compagnie des Tripolitaines (ردمك 978-9-973-58034-4): الجائزة الأدبية الفرانكوفونية أليانس فرانسيز 2012.
- مبارك ولد بيروك، Le Tambour des larmes (ردمك 997358080X): جائزة أحمادو كوروما 2016.
- يامن المناعي، L'Amas ardent (ردمك 978-9973-58-092-4): الكومار الذهبي 2017 وجائزة القارات الخمس للفرنكوفونية 2017.

## روابط خارجية
- الموقع الرسمي.
- الصفحة الرسمية على الفيسبوك.
- مقابلة مع إليزابيث دلدول، مؤسسة منشورات إليزاد.